# Comuna Bohdanivka, Novi Sanjarî
Bohdanivka (în ucraineană Богданівка) este o comună în raionul Novi Sanjarî, regiunea Poltava, Ucraina, formată din satele Bohdanivka (reședința) și Varvarivka.

## Demografie
Componența lingvistică a comunei Bohdanivka
     Ucraineană (96,16%)
     Rusă (2,88%)
     Alte limbi (0,58%)
Conform recensământului din 2001, majoritatea populației comunei Bohdanivka era vorbitoare de ucraineană (96,16%), existând în minoritate și vorbitori de rusă (2,88%).